# Pombalia phyllanthoides
Pombalia phyllanthoides (Planch. & Linden) Paula-Souza – gatunek roślin z rodziny fiołkowatych (Violaceae). Występuje naturalnie w Kolumbii i Wenezueli. 

## Morfologia
PokrójZrzucający liście krzew dorastający do 2 m wysokości.
LiścieBlaszka liściowa ma kształt od owalnego do romboidalnego. Mierzy 0,6–1,1 cm długości oraz 1,5–2,1 cm szerokości, jest karbowana lub piłkowana na brzegu, ma ostrokątną nasadę i spiczasty wierzchołek. Przylistki są od równowąskich do lancetowatych. Ogonek liściowy jest nagi i ma 1–3 mm długości.
KwiatyPojedyncze, wyrastające z kątów pędów.

## Biologia i ekologia
Rośnie w lasach i zaroślach. Występuje na wysokości od 100 do 500 m n.p.m.